# Tranh giấy xoắn

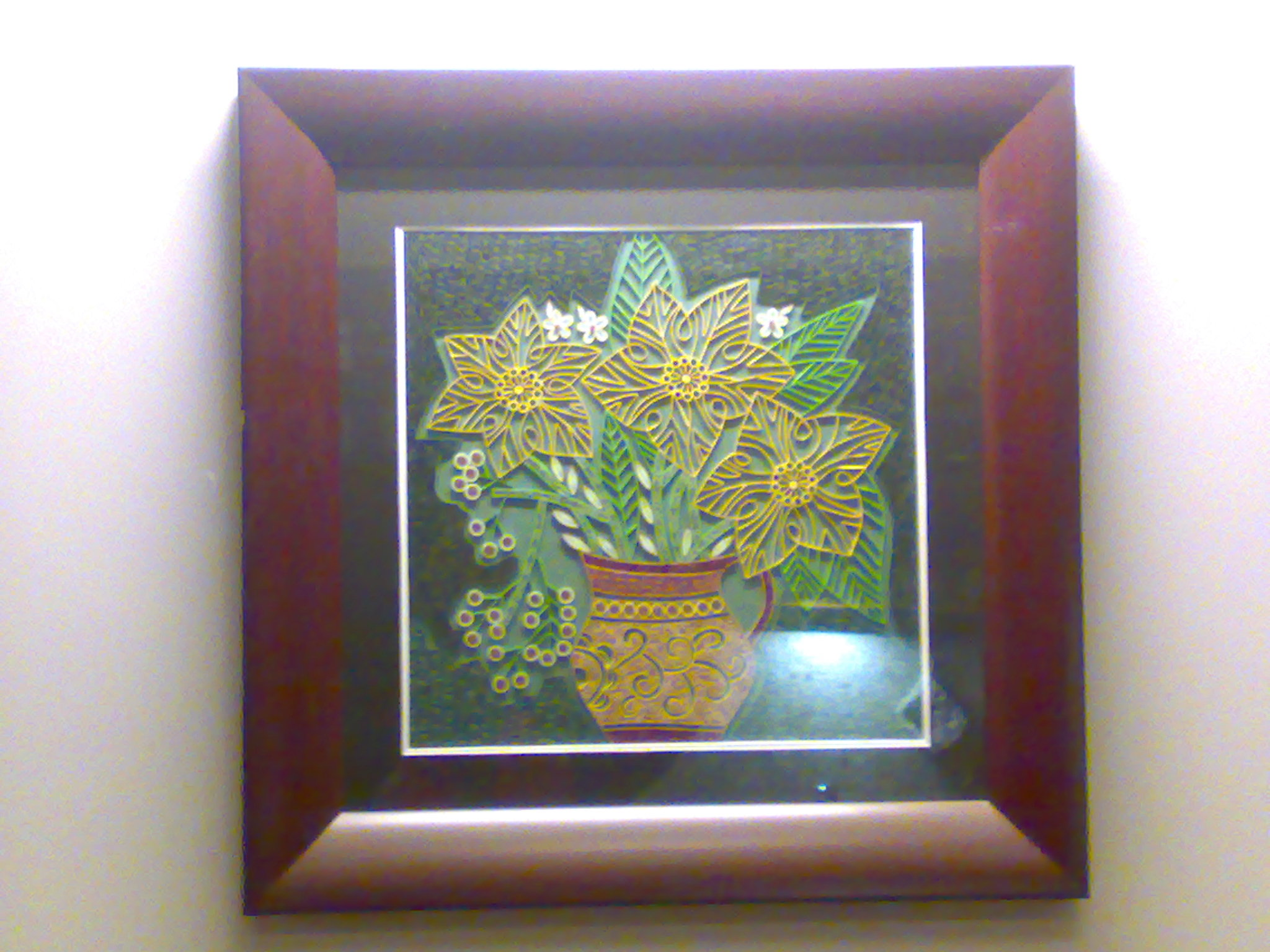
Tranh làm trên cơ sở cuốn giấy

Tranh giấy xoắn được biết là dòng tranh dùng sợi giấy nhiều màu sắc đã được cắt thành sợi nhỏ đều nhau, gấp cuộn lại rồi khảm vào các bề mặt vật liệu khác nhau tạo thành bức tranh (mặc dù không thực sự gấp lại mà là cuộn tròn). Chưa có tài liệu nào nói về nguồn gốc của nghệ thuật này, người ta vẫn hiểu là nó bắt đầu phát hiện sau khi có sự phát minh ra giấy ở Trung Hoa 150 năm sau Công nguyên.
Nghệ thuật xoắn giấy là nghệ thuật trang trí bề mặt (của đồ nội thất, quà tặng) bằng cách khảm (mosaic) các mẫu giấy xoắn (một vài nơi tại Việt Nam gọi là cuốn giấy hay cuộn giấy), trong đó bề mặt trang trí được tạo thành từ các mẫu giấy xoắn nhiều màu sắc, kích cỡ khác nhau.

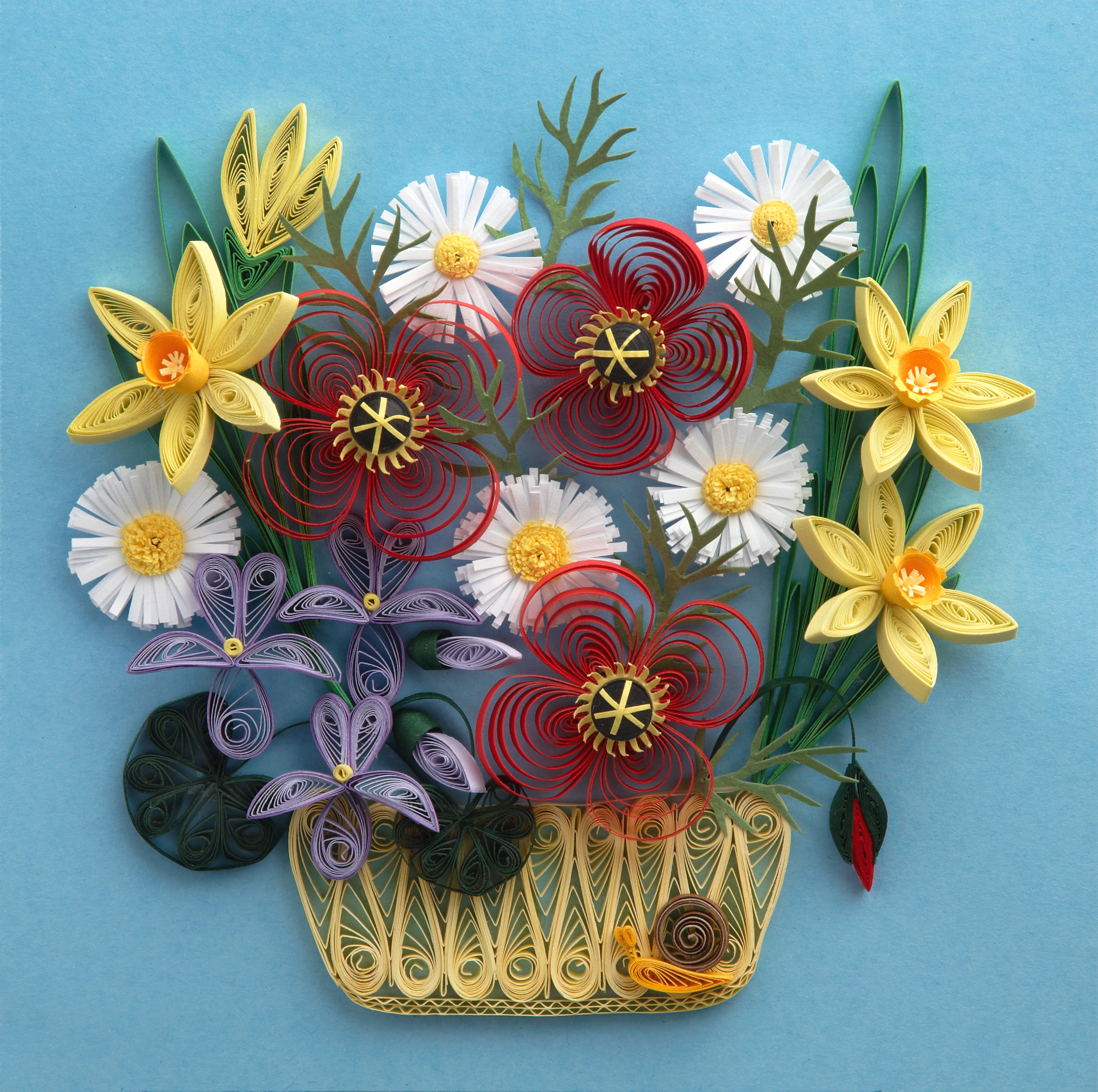
Lẵng hoa

Một phát hiện khác về tranh nghệ thuật này xuất hiện ở thời đại Cổ Ai Cập, một điều chắc chắn là nó có một bề dày lịch sử và đã lưu hành khắp nơi trên thế giới.
Một điều đáng tin là trong những năm 300 và 400 sau công nguyên, sợi bạc và vàng được dùng quấn xung quanh để trang trí những cột và những bình lọ, dán phối hợp với những loại ngọc đá tuyệt đẹp theo như kỹ thuật cuộn giấy này. Trong những năm 1200, nghệ thuật này khá phổ biến. Đến khi kim loại màu,loại vật liệu trở nên khan hiếm và khó làm bằng tay người, giấy màu được thay đổi Có nhiều cuộc tranh luận về nguyên thủy của tranh giấy xoắn từ đâu phát sinh, có nhiều quốc gia tuyên bố một cách khẳng định nguồn gốc nghệ thuật này từ nước của họ. Nói chung, ít nhất, chúng ta thấy được trong tranh giấy xoắn xuất hiện một nghệ thuật đa văn hóa trong cuộc sống.
Những tài liệu về tranh giấy xoắn ghi nhận được từ những năm 1200, nhưng thực sự rõ nét từ những năm 1500 và 1600, khi những bà sơ Pháp và Ý sử dụng những viền rách trong các cuốn kinh thánh và lông ngỗng cuộn lại để trang trí cho các vật phẩm tôn giáo và tranh ảnh. Việc sử dụng lông ngỗng đã biến thành thuật ngữ tranh cuộn xoắn, (chữ quill: nguyên nghĩa là lông ngỗng). Các bà sơ (và các tín đồ, các cha cố) đã dùng lông ngỗng để tái tạo lại các vật trang trí phức tạp bằng kim loại rèn đúc hoặc những vật chạm trổ ngà voi, họ không dùng vàng và bạc mà dùng giấy để hoàn tất công việc.
Giới mệnh phụ trưởng giả làm tranh giấy xoắn từ những năm cuối 1600, và đầu những năm 1700,(thời kỳ Stuart). Những sự kiện lịch sử cho thấy nghệ thuật giấy xoắn đã trở thành phổ thông trong những năm đầu 1700 tới những năm đầu 1800, (thời đại Georgian) ở Âu châu và nước Anh. Nghệ thuật tranh giấy xoắn đã thành mốt và sở thích riêng tư cho các thiếu nữ, họ được dạy cách xoắn giấy quanh một mũi kim. Trường học quảng bá nghệ thuật này thành một phần của lớp học, những mẫu làm bằng giấy xoắn này vẫn còn tồn tại, ngày tháng và tên của các trường nữ sinh, trường học được vẽ nền phía sau bằng bút chì. Nghệ thuật này biến thành phổ thông đến những năm 1800 (thời đại Regency) nhưng trở nên mờ dần vào cuối những năm 1800. Một vài cố gắng tái tạo lại cuối những năm 1800 sau đó nhưng cũng không thành công.

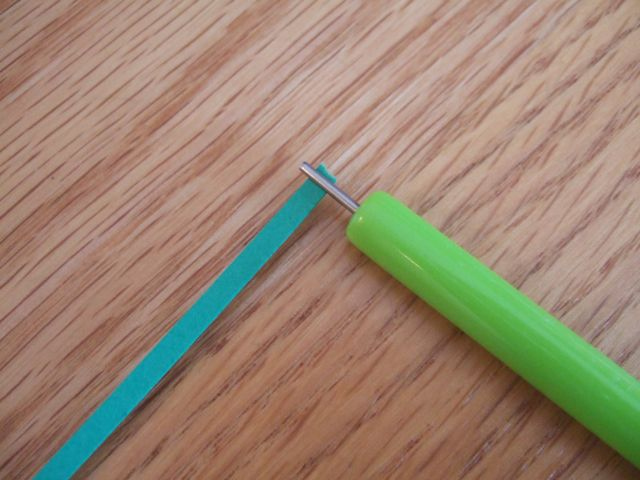
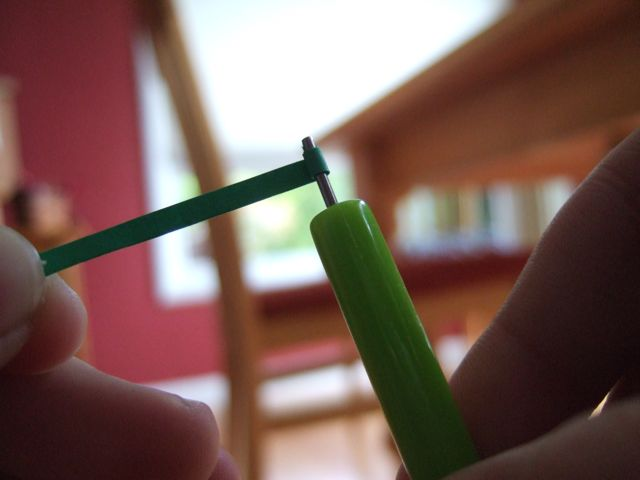
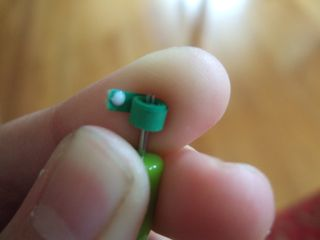
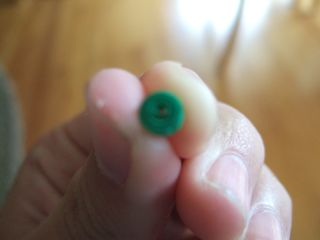

Nghệ thuật làm tranh giấy xoắn không phải là việc làm tiêu khiển đối với phụ nữ giai cấp công nhân. Thay vì, do nghệ thuật này hấp dẫn các phụ nữ giai cấp nhàn rỗi, giai cấp công nhân đã ứng dụng nghệ thuật đó để trang trí cho họ nào là màng che, tủ bếp, khung hình, hộp đựng trà, bàn chơi bài, khay rượu, giỏ, hộp đựng đồ nghề, bình pha rượu, và ngay cả giường tủ bàn ghế, Chỉ có giai cấp này có đủ tiền bạc để mua sắm những vật liệu như là lá kim loại, mica,mảnh ốc sò, thường dùng để làm nền tranh. Và chỉ có các phụ nữ giai cấp thượng lưu mới có thì giờ để làm tranh nghệ thuật, không phải để mưu sinh, các chàng trai độc thân bỏ thì giờ để làm tranh cho vợ sắp cưới.
Các di dân đã đem nghệ thuật này du nhập vào nước Mỹ, và đã trải qua nhiều giai đoạn để phục hưng cho đến ngày nay.
Nghề thủ công bây giờ đã hợp nhất lại thành từng hội, từng câu lạc bộ phát triển mạnh, nhu cầu trang trí bằng giấy xoắn cho các bìa cặp chứa hồ sơ, album hình ảnh càng làm giàu cho nghề thủ công này.

## Sản phẩm
1. Tranh, thiệp
2. Các con vật nhỏ nhắn
3. Các hộp đựng
4. Trang trí tường, trang trí bàn, giường...

## Hình ảnh

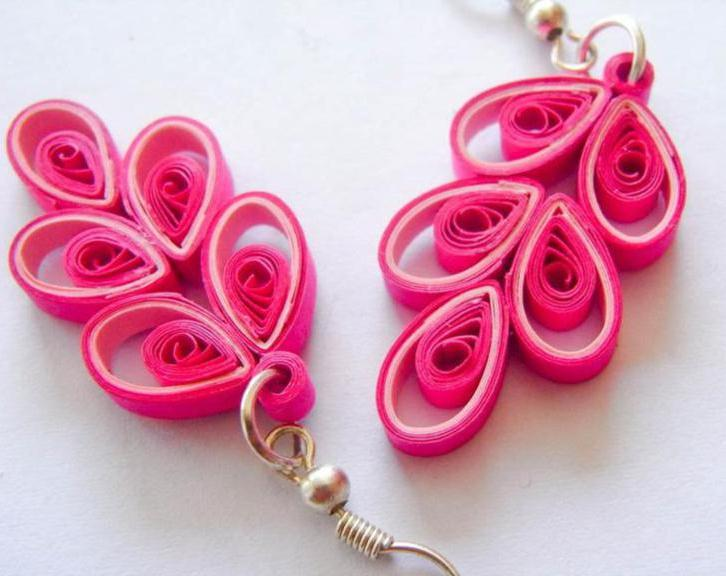
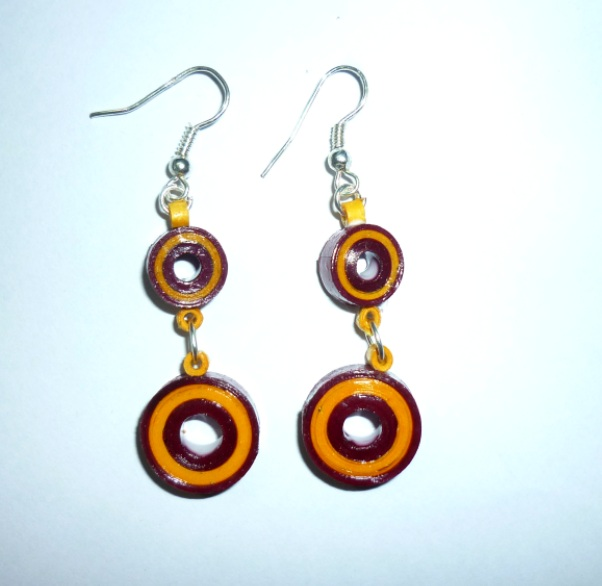
Hoa tai tranh giấy xoắn
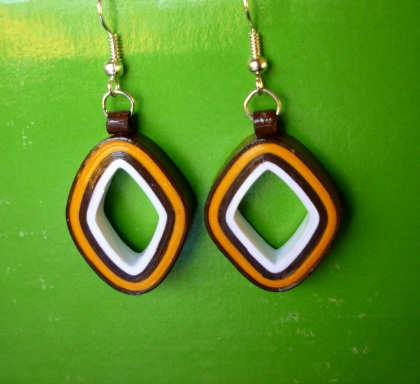
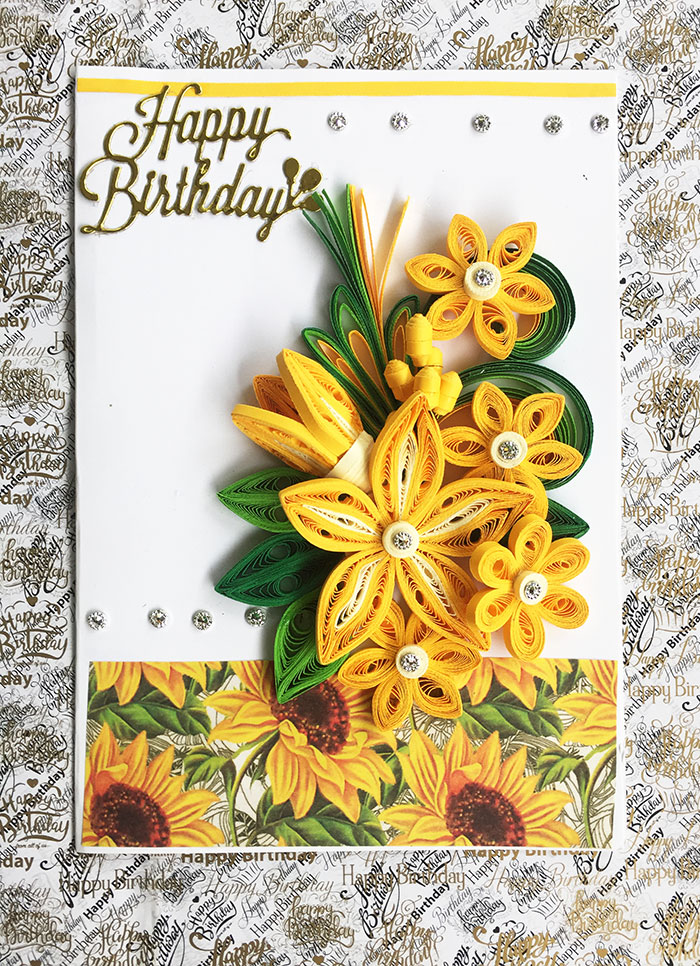
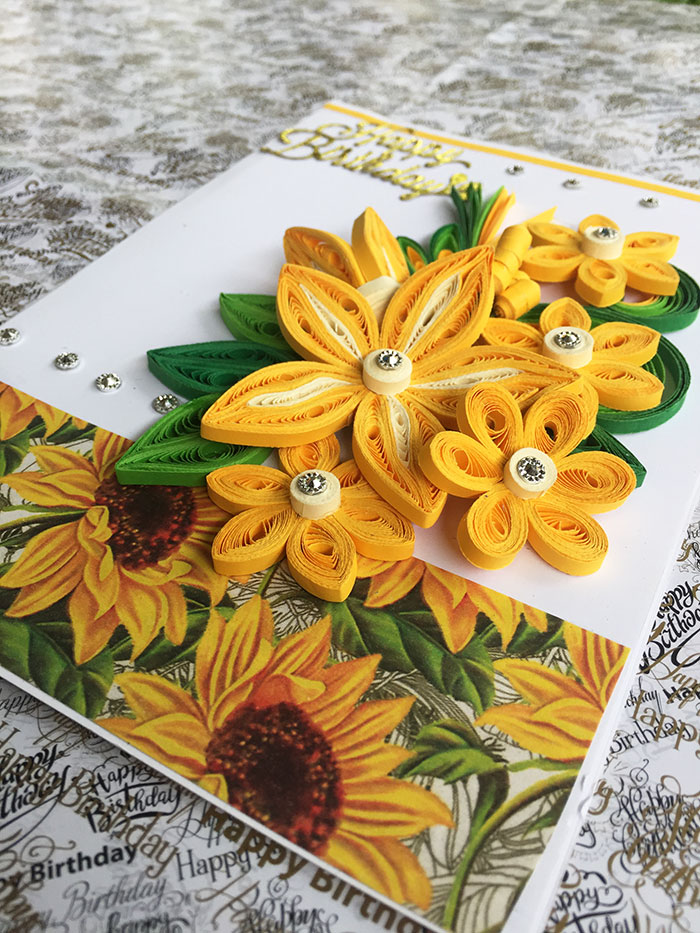
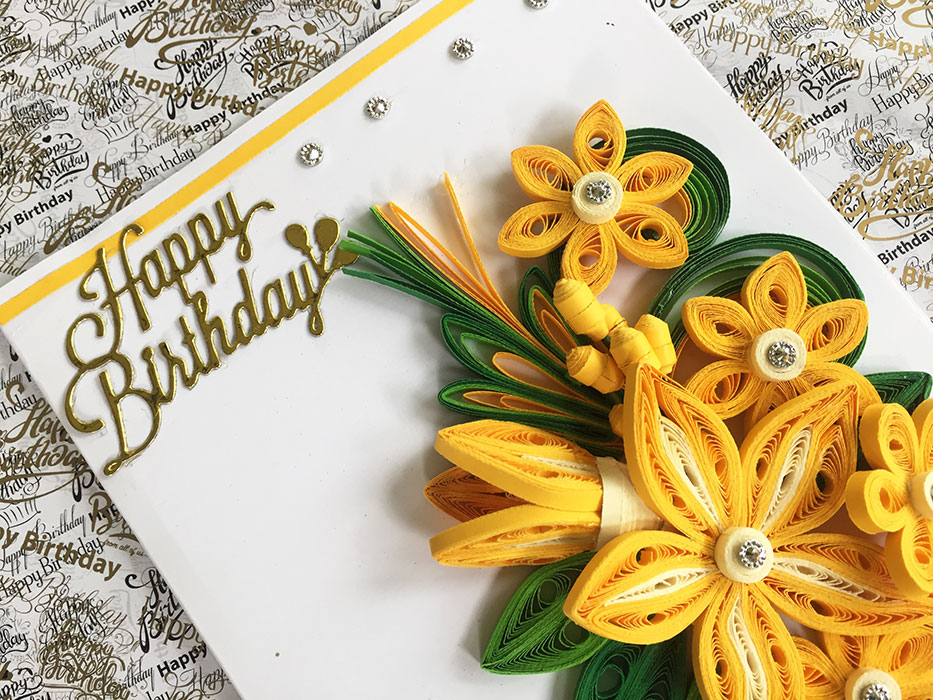
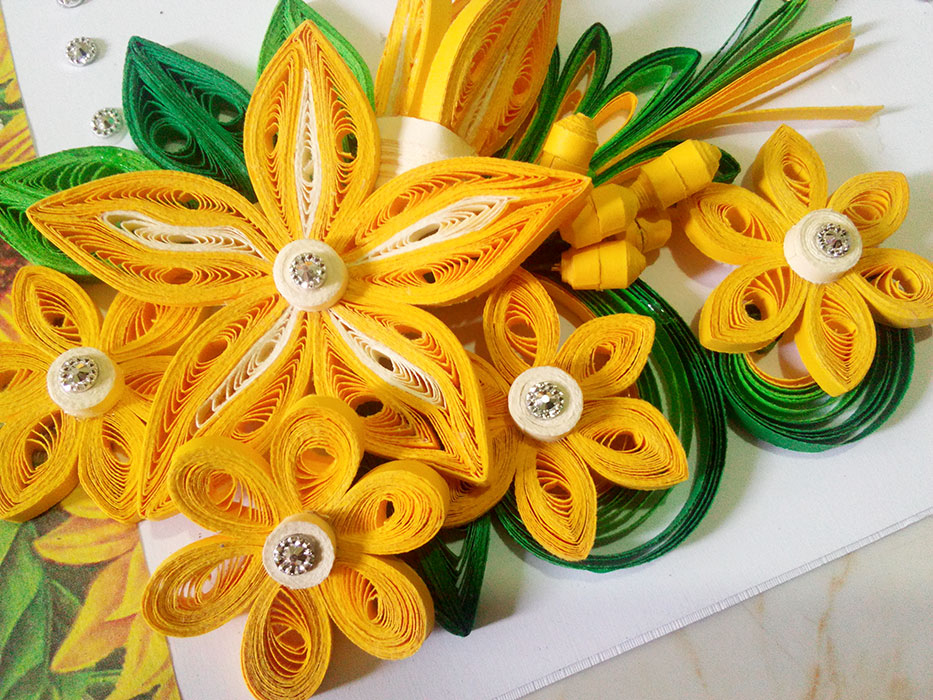
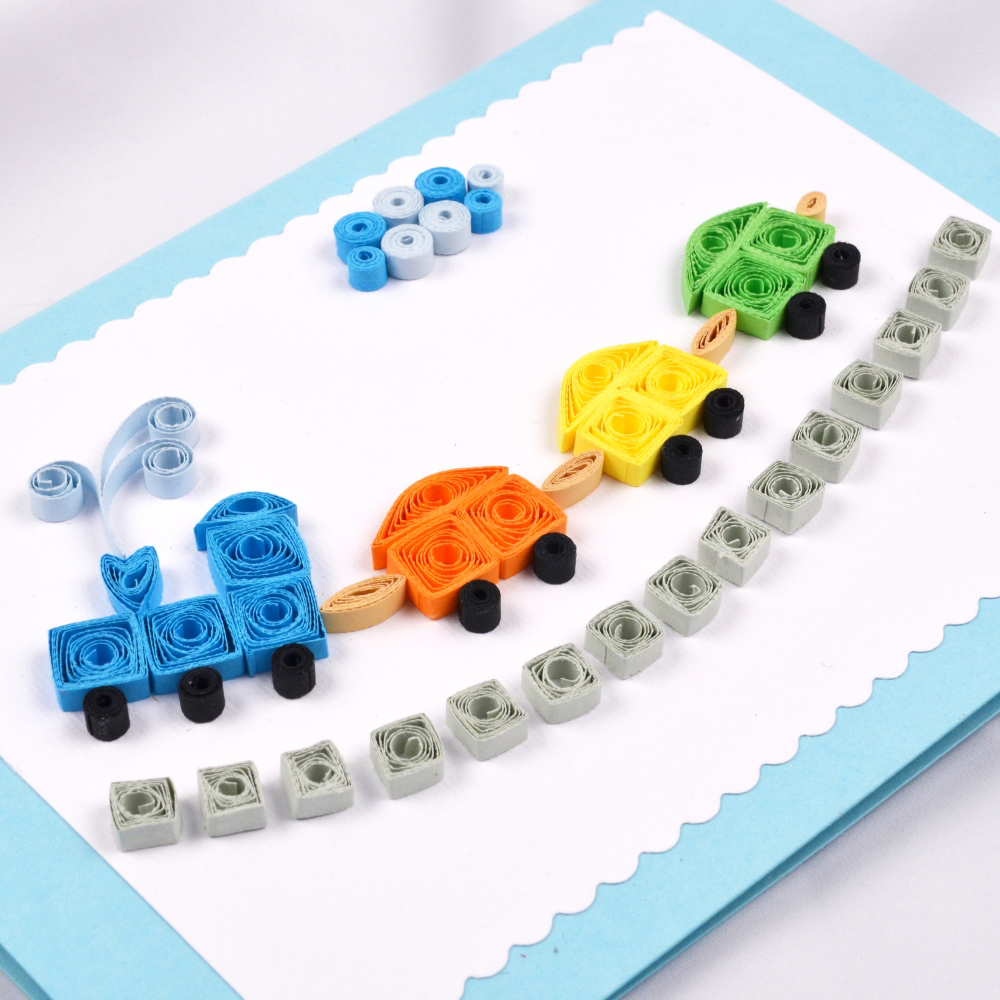
Đoàn tàu
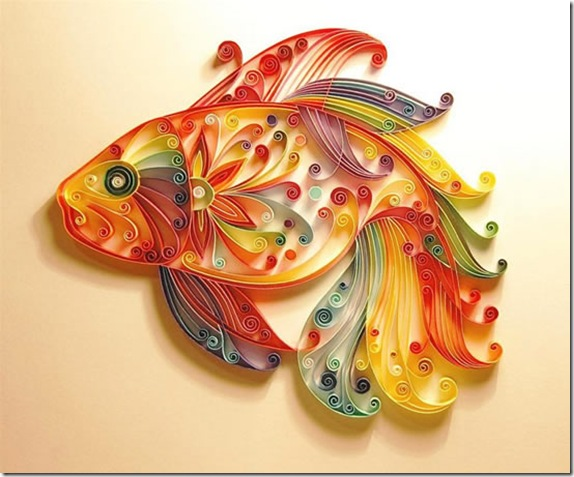
Cá
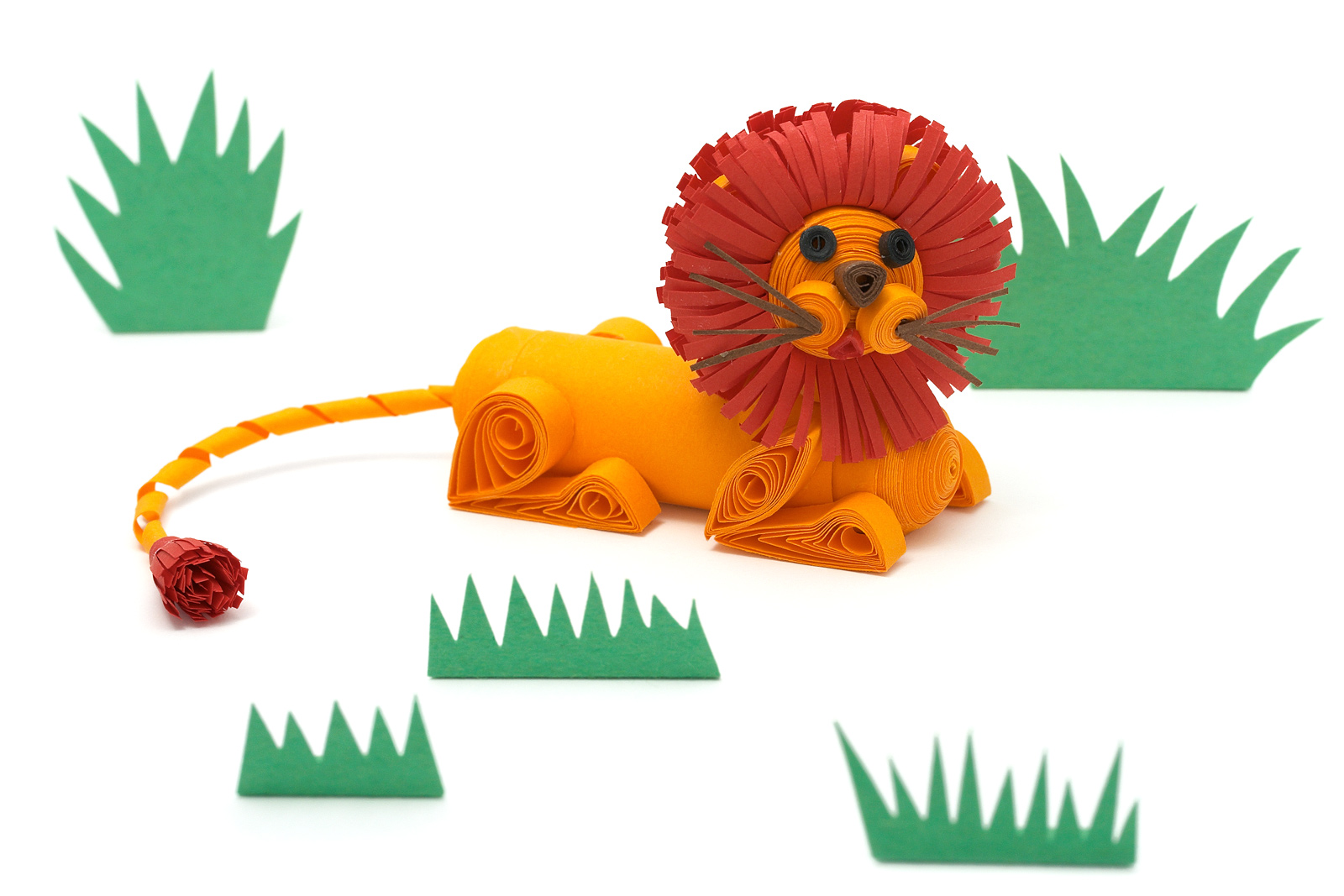